# Liolaemus saxatilis
Liolaemus saxatilis — вид ігуаноподібних ящірок родини Liolaemidae. Ендемік Аргентини.

## Поширення і екологія
Liolaemus saxatilis мешкають в горах Сьєррас-де-Кордова і Сьєрра-де-Тулумба на території аргентинських провінцій Кордова і Сан-Луїс. Вони живуть в низькорослих сухих колючих заростях Чако-Серрано. Зустрічаються на висоті від 400 до 1000 м над рівнем моря. Живляться комахами, відкладають яйця.